# Frontera entre la República Dominicana i el Regne Unit
La frontera entre la República Dominicana i el Regne Unit es una frontera totalment marítima entre el Regne Unit, al nivell de les illes Turks i Caicos, i la República Dominicana, situada al Mar Carib.
El 2 d'agost de 1996 els governs respectius acordaren una frontera sobre una línia definida per cinc punts de les coordenades geodèsiques següents:
- Punt 1 : 20°32'43" N 72°08'50" W (possible trifini amb Haití)
- Punt 2 : 20°33'27" N 71°27'44" W
- Punt 3 : 20°43'24" N 70°19'35" W
- Punt 4 : 21°11'30" N 69°29'00" W
- Punt 5 : 22°24'47" N 67°40'04" W.